# 萊因霍爾德·蘭夫特爾
萊因霍爾德·蘭夫特爾（德語：Reinhold Ranftl；1992年1月24日—）是一位奧地利足球運動員，在場上的位置是右中場。他現在由沙爾克04租借至奧地利維也納。

## 外部連結
- 萊因霍爾德·蘭夫特爾在 National-Football-Teams.com 上的出场纪录
- Reinhold Ranftl （页面存档备份，存于） 在奧地利足球協會 （德語）